# Giuseppe Zanardelli
Giuseppe Zanardelli (Brescia, 26 ottobre 1826 – Toscolano Maderno, 26 dicembre 1903) è stato un patriota e politico italiano.

Monumento a Giuseppe Zanardelli in Via XX settembre a Brescia di Davide Calandra.

Militante democratico, partecipò ai moti del 1848 in Lombardia. Fu esule in Toscana, nel 1849, e in Svizzera, nel 1859, per poi tornare a Brescia in occasione della seconda guerra d'indipendenza italiana. Fu ininterrottamente eletto alla Camera dei deputati del Regno d'Italia dal 1860 fino alla morte, militando tra le file della Sinistra storica; dopo che nel 1876 questa formazione politica prese il potere, Zanardelli ricoprì vari incarichi ministeriali in numerosi governi di Sinistra.
Ostile al trasformismo di Agostino Depretis, formò insieme ad altri esponenti democratici (Francesco Crispi, Giovanni Nicotera, Alfredo Baccarini e Benedetto Cairoli) una corrente interna d'opposizione detta pentarchia. Ministro di grazia e giustizia nel governo Crispi I, fu autore del nuovo codice penale, rimasto in vigore fino al 1930 e altamente avanzato per l'epoca, in quanto aboliva la pena di morte. Allontanatosi da Crispi per la sua politica coloniale africana, divenne presidente della Camera e poi guardasigilli nel governo di Rudinì IV, dimettendosi dopo la repressione dei moti di Milano nel 1898. La sua presidenza del Consiglio, durata dal 1901 al 1903, con Giovanni Giolitti agli Interni, segnò l'inizio e la preparazione della successiva età giolittiana.

## Biografia

### Giovinezza
Giuseppe Zanardelli nacque a Brescia, allora appartenente al Regno Lombardo-Veneto, il 26 ottobre 1826. Fu il primo di quindici figli di una famiglia borghese di modeste condizioni economiche. Il nonno Giuseppe fu un commerciante di latticini, originario di Collio in Val Trompia, che si trasferì a Brescia per proseguire la sua attività. Il padre Giovanni si laureò in Filosofia e Matematica e fu assunto presso l'Imperial Regio Ufficio provinciale delle Pubbliche costruzioni di Brescia. Per un certo periodo la famiglia Zanardelli ospitò l'ingegner Caminada, di origine trentina, e Giovanni ne sposò la figlia Margherita.
Nel 1838 si trasferì a Verona per frequentare i corsi ginnasiali e liceali presso l'Imperial Regio Convitto Sant'Anastasia di Verona, dove diventò presto uno dei migliori allievi. Nel 1844, poté entrare nel Collegio Ghisleri dell'Università di Pavia, avendo tutte le condizioni prescritte per l'accesso. Completò regolarmente i primi tre anni di corso della facoltà politico-legale ed entrò in contatto con altri studenti che si stavano formando nell'ideale risorgimentale attraverso gli scritti della Giovine Italia e di altre opere proibite, clandestinamente importate dal Regno di Sardegna e dalla Svizzera. In particolare ebbe rapporti stretti con Antonio Allievi, Romolo Griffini e i fratelli Benedetto e Adelaide Cairoli.
All'inizio dei Moti del '48, il collegio Ghisleri e l'Università di Pavia furono chiusi dalle autorità e Zanardelli rientrò a Brescia dove partecipò attivamente agli eventi che coinvolsero la città nel corso della Prima guerra d'indipendenza. La città fu liberata il 18 marzo 1848 con l'abbandono delle piazzeforti da parte dell'esercito austriaco; quattro giorni dopo Zanardelli fece parte del gruppo di volontari condotti da Vittorio Longhena che si impadronirono di un convoglio di rifornimenti austriaco presso Rezzato. Nel mese di aprile combatté nella IV Colonna di Volontari Lombardi, sempre condotta da Longhena, mentre nel mese seguente risultò inquadrato nel Battaglione degli Studenti, dove manifestò apertamente la sua preferenza all'ideale repubblicano e antisabaudo. Dopo l'armistizio di Salasco, il giovane Zanardelli si fermò a Voghera dove fu rintracciato dal padre che lo riportò a Brescia.
L'amministrazione austriaca non riaprì l'Università di Pavia, quindi nel gennaio 1849 Zanardelli si trasferì a Firenze per frequentare l'Università di Pisa dove si laureò il 14 marzo. Si intrattenne nella città fiorentina fino a giugno, collaborando con il giornale «Costituente Italiana» di Giuseppe Montanelli. Nel Lombardo-Veneto la laurea pisana non ebbe valore per lo svolgimento della professione legali, quindi Zanardelli approfittò della riapertura dell'università pavese per laurearsi il 6 settembre. A novembre passò l'esame per l'abilitazione all'esercizio privato dell'avvocatura; nello stesso tempo, ottenne anche l'autorizzazione all'insegnamento privato da parte della polizia austriaca e la corrispondente patente rilasciata dall'Università. Nel marzo 1850 iniziò l'attività di insegnante che durò fino agli inizi del '53, quando le autorità austriache, in particolare l'Imperial Regio delegato provinciale Baroffio, glielo impedirono d'ufficio, annullandogli anche la possibilità di esercitare l'avvocatura.
A partire dal 1849, Zanardelli si recò spesso a Milano presso Allievi e Griffini, dove prese contatto con Carlo Tenca. Aderì da subito al progetto della rivista «Il Crepuscolo», dove scrisse saggi di scienza, storia e diritto, oltre ad articoli sulla situazione economica del bresciano. Le sue "Lettere da Brescia", scritte in occasione dell'Esposizione del 1857, furono poi pubblicate in un libro a parte.
Nel 1857, assieme all'avvocato Francesco Cuzzetti, fondò il "Gabinetto di lettura": circolo culturale provvisto di duemila volumi e a cui aderirono più di duecento persone. Al suo interno si costituì la filiale bresciana della Società Nazionale, che svolse attività politica e di propaganda. Zanardelli aveva nel frattempo abbandonato l'orientamento mazziniano e collaborò con il comitato bresciano per l'emigrazione a un piano insurrezionale da adottare in caso di guerra fra Regno di Sardegna e Austria.

### Carriera politica
All'approssimarsi dello scoppio della seconda guerra d'indipendenza, riparò in Svizzera per poi entrare nel Regno di Sardegna a Como, poco dopo la sua liberazione, dove si incontrò con Giuseppe Garibaldi e il commissario straordinario del Regno Emilio Visconti Venosta. L'8 giugno fu nominato da quest'ultimo nel ruolo di Commissario provvisorio per Brescia e responsabile dell'arruolamento di volontari. Si recò quindi a Sarnico, dove prese un battello per Iseo, a cui fece innalzare il vessillo tricolore, per giungervi la mattina del 10. Ad attenderlo diversi suoi amici, ma anche il comitato insurrezionale che aveva proclamato l'indipendenza la notte prima. La sera tra il 10 e l'11 giugno, l'esercito austriaco abbandonò Brescia. In quel momento, l'amministrazione comunale era affidata alla Congregazione municipale priva del Podestà Angelo Averoldi, dimessosi settimane prima, che nelle ore immediatamente successive adottò una politica prudente e diversa da quella insurrezionale. Per non inimicarsi l'amministrazione locale, Venosta sostituì Zanardelli con un altro commissario regio, Bernardino Bianchi, che firmò i proclami dell'amministrazione cittadina a partire dal 13 giugno.
Abbandonata la carica di commissario, Zanardelli divenne presto il principale esponente della Sinistra storica nel bresciano. Il suo gruppo politico assunse la conduzione della Gazzetta provinciale di Brescia nel giugno 1859. Poche settimane dopo, assieme a Cuzzetti, fondò il «Circolo Nazionale» che divenne l'organizzazione ufficiale del movimento zanardelliano, coordinando la presentazione delle candidature nelle elezioni amministrative e politiche del 1860. Per dissidi con il tipografo, la redazione della Gazzetta fu sostituita il 30 giugno 1860 e il «Circolo» favorì la pubblicazione di una nuova rivista, L'Indicatore Bresciano, che durò anch'essa un anno prima di sospendere le pubblicazioni a causa dell'improvvisa morte del principale redattore, Camillo Guerrini.
Il 29 febbraio del 1860 fu affiliato alla massoneria nella loggia romana "Propaganda massonica" del Grande Oriente d'Italia.
Alle politiche del 1860, Zanardelli si candidò per la Camera dei deputati sia per il collegio di Chiari sia per quello di Gardone: vinse in entrambi, ma optò per l'ultimo. In seguito fu eletto ininterrottamente nel collegio di Iseo dal 1861 fino alla morte. Nei primi anni del Regno di Sardegna, ricoprì anche vari incarichi amministrativi, come quello di sindaco di Nave e quello di consigliere comunale e provinciale di Brescia.
Nel 1866, dopo la conquista del Veneto in seguito alla Terza Guerra d'Indipendenza, fu inviato a Venezia in qualità di commissario regio per gestire il periodo di transizione.
Dopo anni di opposizione, la Sinistra andò al potere il 18 marzo 1876 in seguito alla caduta del Governo Minghetti II, sfiduciato dalla Camera a causa di un progetto di legge sulla nazionalizzazione delle ferrovie. Vittorio Emanuele II allora affidò la presidenza del Consiglio al capo del raggruppamento liberal-democratico, Agostino Depretis, il quale nominò Zanardelli ministro dei lavori pubblici nel suo primo governo. Il politico bresciano mantenne il dicastero fino al 14 novembre 1877, quando, in disaccordo con Depretis, si dimise per alcune divergenze sulla gestione delle convenzioni ferroviarie. Poco tempo dopo, il 24 marzo 1878, morto Vittorio Emanuele II e succedutogli il figlio Umberto I di Savoia, Zanardelli divenne ministro dell'interno nel primo governo presieduto da Benedetto Cairoli, in un periodo di grave instabilità interna susseguitasi alla morte del sovrano e alle divergenze tra gli esponenti più in vista della Sinistra. In qualità di titolare degli Interni, si occupò del progetto di riforma dell'estensione del diritto di voto, rimanendo in carica fino al 19 dicembre 1878.

### Ministro della Giustizia
Nominato ministro di grazia e giustizia nel governo Depretis IV il 29 maggio 1881, Zanardelli riuscì a portare a termine la stesura del nuovo codice di commercio e a far approvare la normativa sul lavoro femminile e minorile. Inoltre, riuscì a respingere la domanda di estradizione per i compagni dell'irredentista Guglielmo Oberdan, rifugiatisi in Italia dopo la condanna a morte del patriota italiano. Congedato da Depretis il 25 maggio 1883 per la sua ostilità alle politiche trasformiste del ministero, rimase dunque all'opposizione e diede vita alla cosiddetta pentarchia, un raggruppamento di opposizione interna alla Sinistra formato da lui, Francesco Crispi, Giovanni Nicotera, Alfredo Baccarini e Benedetto Cairoli.
L'opposizione parlamentare della pentarchia si rivelò molto compatta e agguerrita, tanto che Depretis, per formare il suo ennesimo ministero, dovette venire a patti con essa; pertanto, il 4 aprile 1887 Zanardelli entrò nuovamente nel governo dello stesso Depretis, sempre come ministro della Giustizia, mentre Crispi divenne ministro dell'interno. Dopo la morte di Depretis, avvenuta mentre era ancora in carica, a succedergli fu proprio Crispi, che lo riconfermò allo stesso dicastero anche nel suo primo governo, rimanendo in carica fino al 6 febbraio 1891.

Zanardelli in un momento di relax

Durante questo periodo Zanardelli avviò una riforma del sistema giudiziario e riuscì a far approvare il primo codice penale dell'Italia unita, considerato tra i più liberali e progrediti tra quelli vigenti all'epoca: il codice Zanardelli venne presentato alla Camera nel novembre 1887, pubblicato il 22 novembre 1888, promulgato il 30 giugno 1889 ed entrò in vigore il 1º gennaio 1890. Tra l'altro, per sua iniziativa personale, si giunse all'abolizione della pena di morte.
Nella Relazione al Re Zanardelli si diceva convinto che «...le leggi devono essere scritte in modo che anche gli uomini di scarsa cultura possano intenderne il significato; e ciò deve dirsi specialmente di un codice penale, il quale concerne un grandissimo numero di cittadini anche nelle classi popolari, ai quali deve essere dato modo di sapere, senza bisogno d'interpreti, ciò che dal codice è vietato». Zanardelli riteneva che la legge penale non dovesse mai dimenticare i diritti dell'uomo e del cittadino e che non dovesse guardare il delinquente come un essere necessariamente irrecuperabile: non occorreva solo intimidire e reprimere, ma anche correggere ed educare.
Sempre lo stesso anno, autorizzò la scarcerazione dell'anarchico Giovanni Passannante, autore di un attentato al re nel 1879, che versava in condizioni disumane e venne trasferito al manicomio di Montelupo Fiorentino.

### Presidente del Consiglio dei ministri

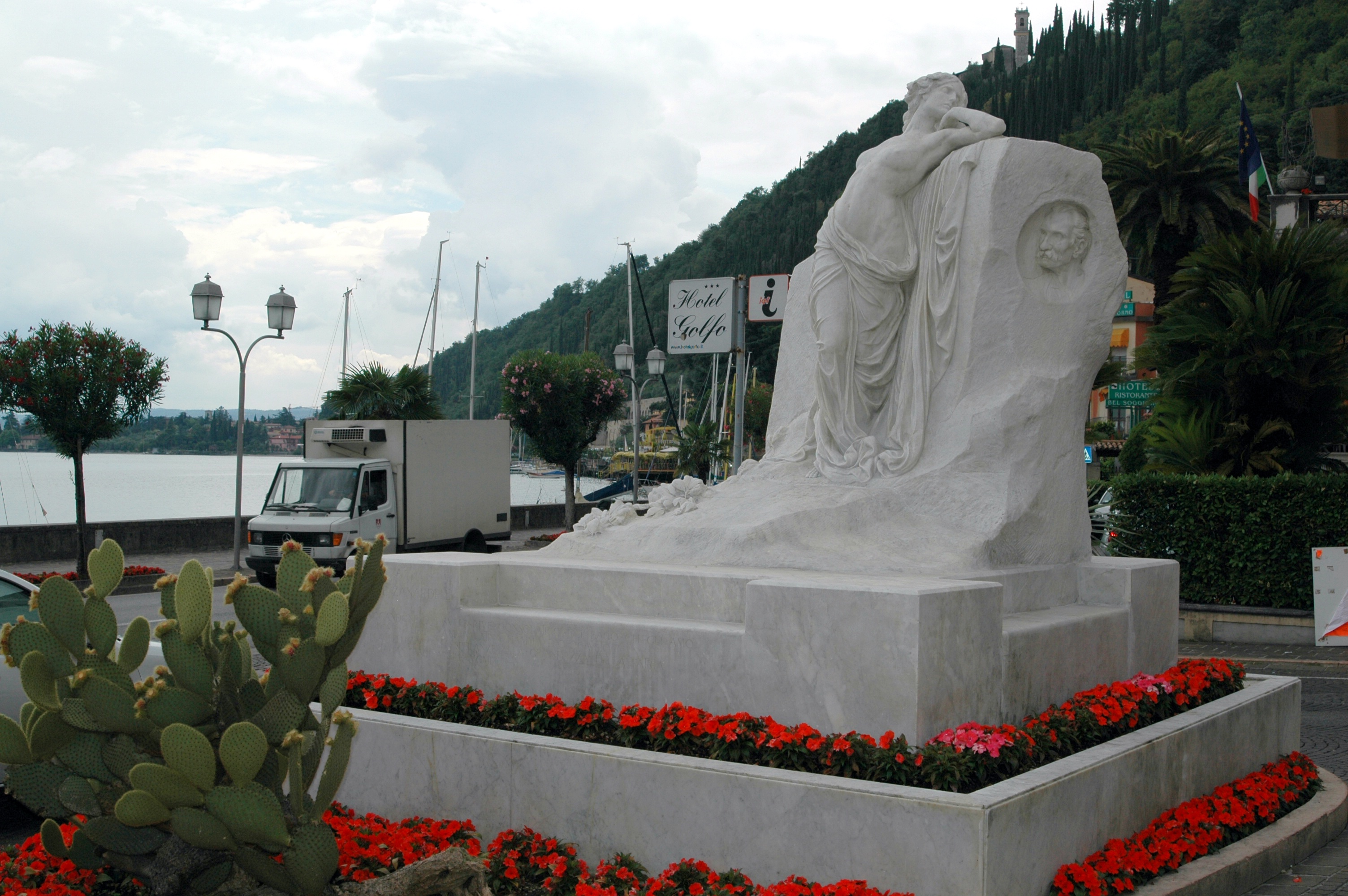
Monumento a Toscolano Maderno

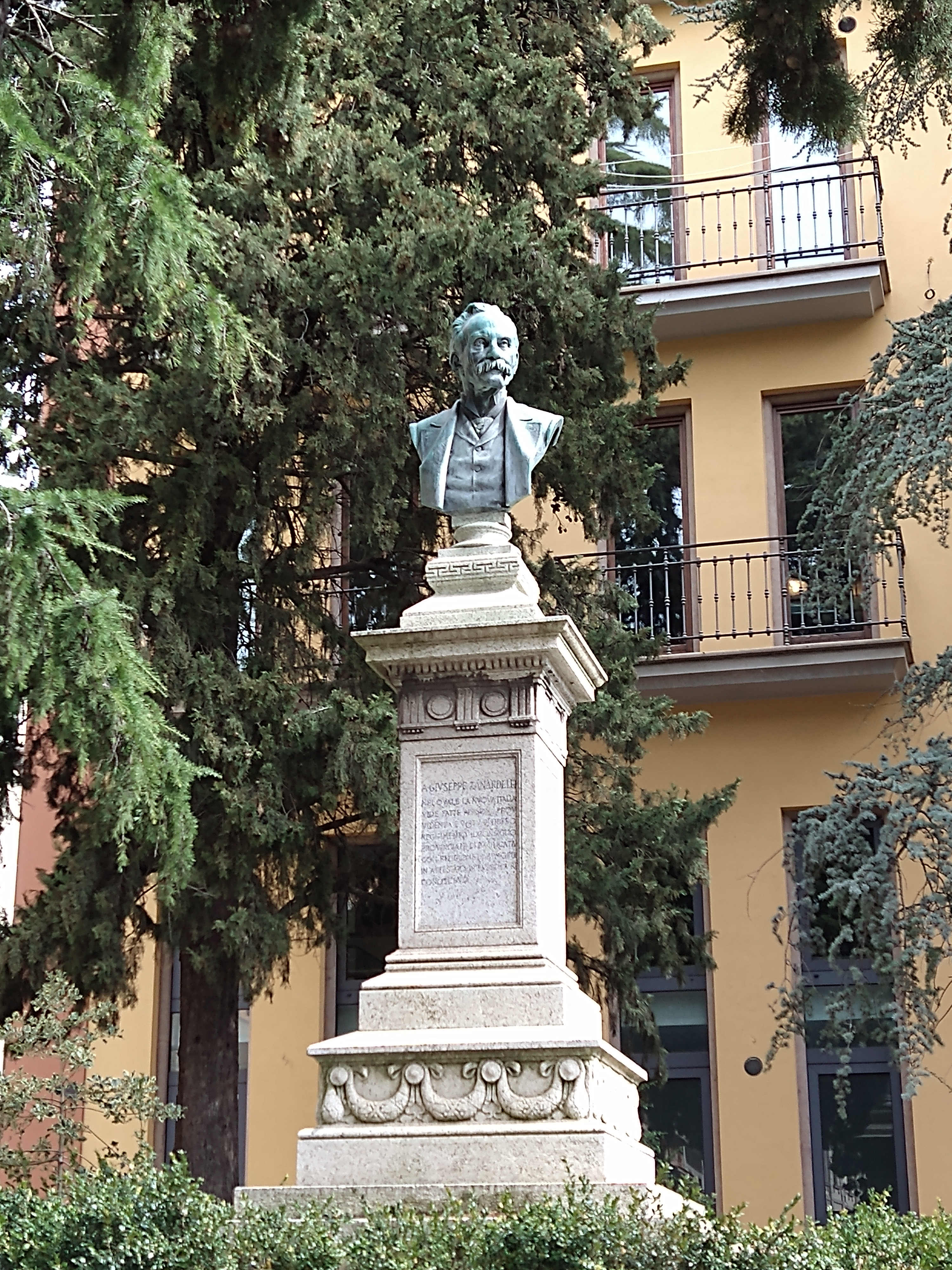
Monumento a Potenza

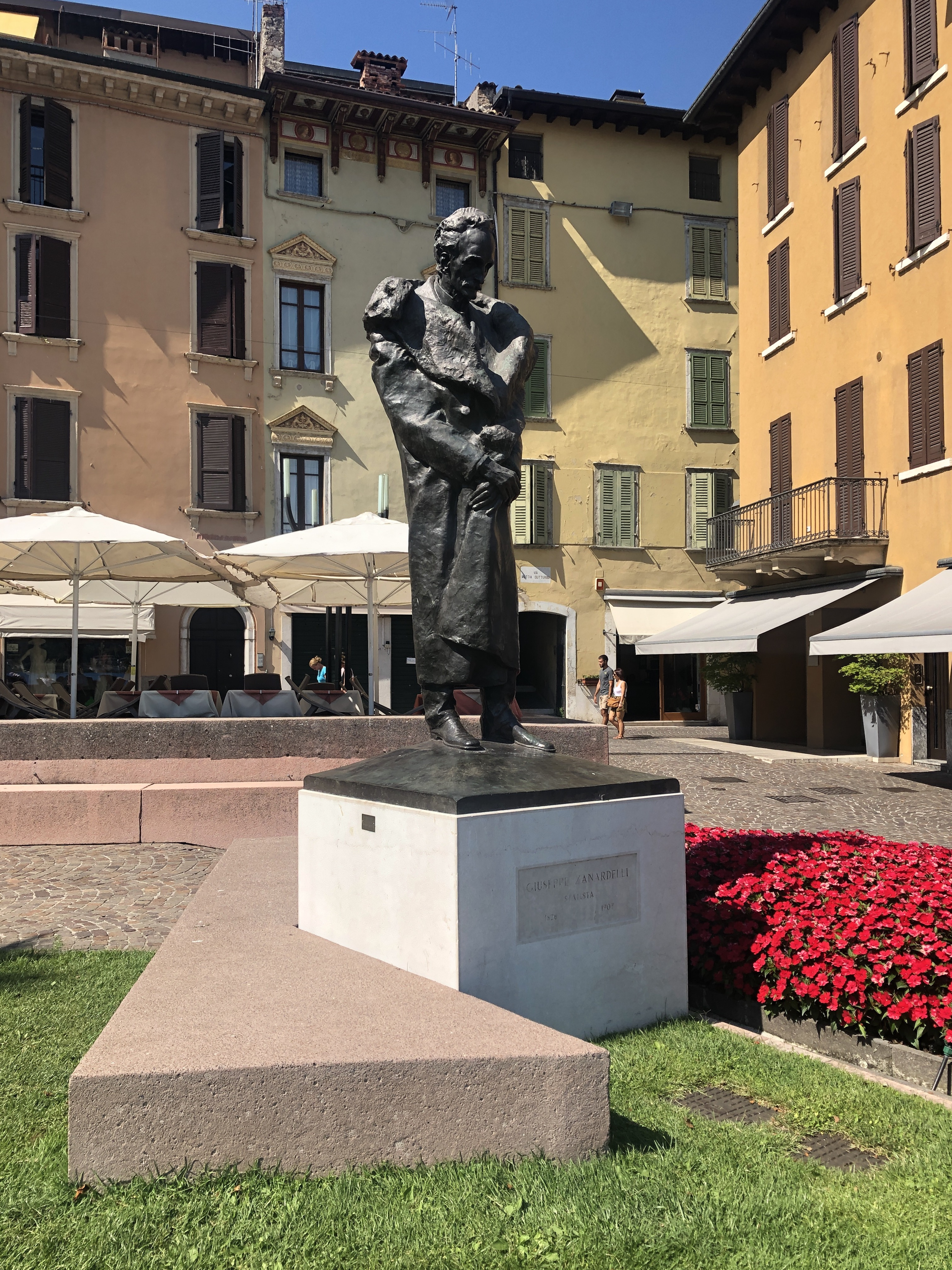
Monumento a Salò

Dopo le dimissioni da ministro, Zanardelli fu eletto il 24 novembre 1892 presidente della Camera dei deputati, ricoprendo tale carica fino al 20 febbraio 1894. Nei primi giorni di dicembre del 1893, caduto il primo governo di Giovanni Giolitti in seguito allo scandalo della Banca Romana, il presidente della camera fu convocato da Umberto I con l'incarico di formare un nuovo ministero. Il diretto interessato tentò strenuamente, ma senza successo, di formare un nuovo gabinetto: l'ostacolo insormontabile si rivelò essere la nomina del generale Oreste Baratieri a ministro della Guerra, nomina sgradita a Vienna, legata al Regno d'Italia dalla Triplice alleanza, in quanto Baratieri era trentino ed irredentista. Nonostante fosse consigliato dal re a rinunciare a lui come ministro della Guerra, Zanardelli rifiutò sdegnosamente, in quanto la vide come una indebita interferenza austriaca negli affari interni italiani, di conseguenza, rinunciò all'incarico di formare il nuovo gabinetto.
Avverso all'ultimo ministero Crispi per via delle sue politiche repressive in Sicilia (Fasci dei lavoratori) e per la sua politica coloniale in Africa, Zanardelli venne rieletto presidente della Camera il 6 aprile 1897, occupando lo scranno di Montecitorio fino al 14 dicembre 1897, quando accettò nuovamente il portafoglio della Giustizia nel quarto governo presieduto da Antonio Starabba di Rudinì; fu però presto costretto a dimettersi a causa dei dissensi con il collega di governo Emilio Visconti Venosta sulle misure da prendere per impedire il ripetersi delle agitazioni milanesi del 1898.
Dopo essere tornato alla presidenza della Camera il 17 novembre 1898, Zanardelli abbandonò nuovamente il suo posto il 25 maggio 1899 per poter prendere parte attiva alla campagna ostruzionistica del 1899-1900 contro il progetto di legge sulla pubblica sicurezza presentato dal governo Pelloux II. Questa presa di posizione gli valse l'appoggio dell'Estrema sinistra storica nella formazione, dopo la caduta del governo di Giuseppe Saracco, di un nuovo governo, che rimase in carica 991 giorni, dal 15 febbraio 1901 al 3 novembre 1903. Il capo della maggioranza in quel momento era Sidney Sonnino, ma il re Vittorio Emanuele III preferì affidare l'incarico a Zanardelli, che pure si trovava in minoranza nel Parlamento, per almeno tre motivi: Zanardelli era l'espressione di quella Sinistra liberale che aveva vinto la crisi di fine secolo, era l'unico politico non "sovversivo" che poteva contare sul consenso dei socialisti ed aveva l'esplicito appoggio di Giolitti.

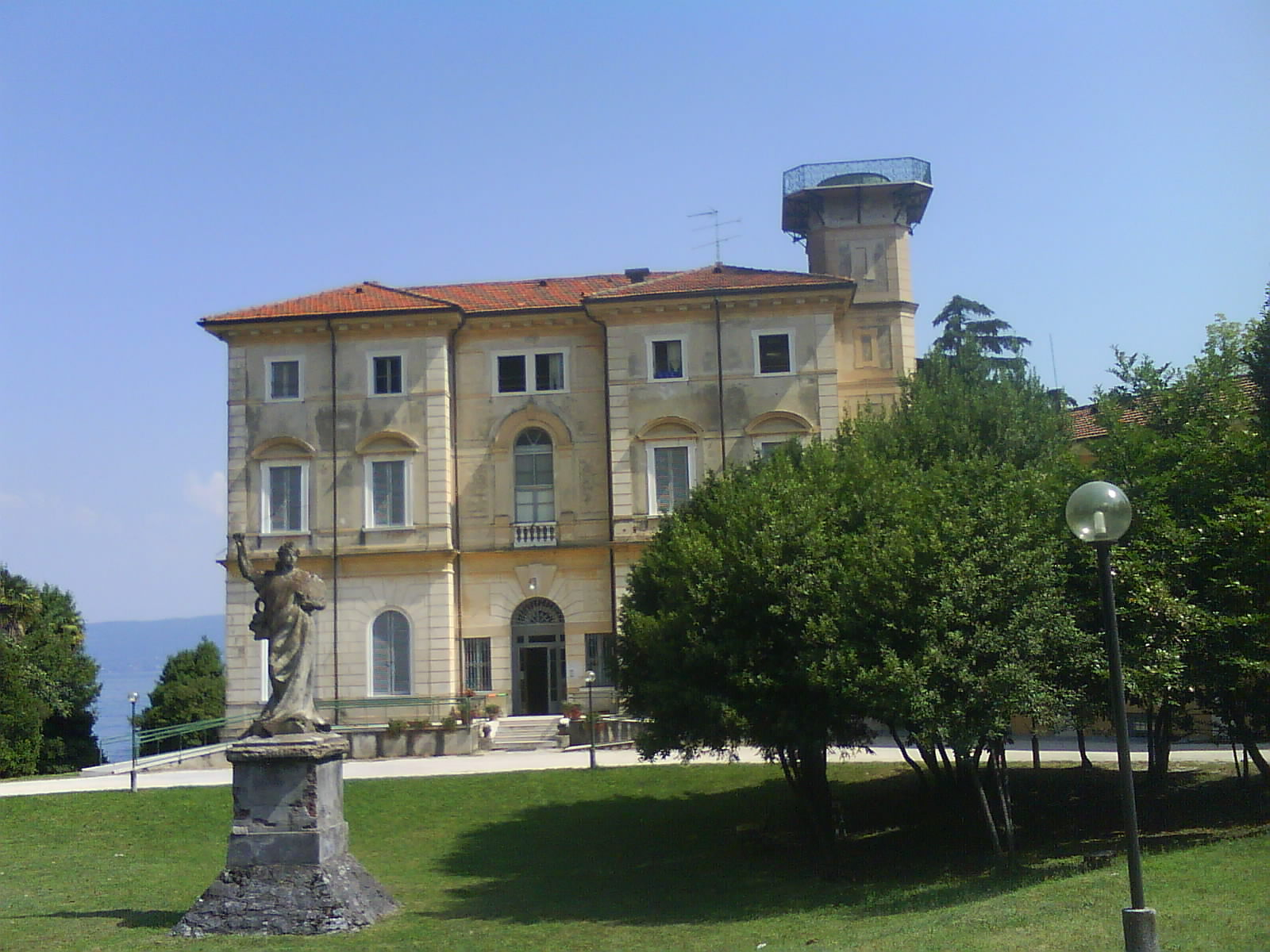
Villa Zanardelli a Toscolano Maderno fu edificata in stile cinquecentesco tra il 1898 e il 1902.

Le sue precarie condizioni di salute non gli consentirono purtroppo di portare a termine grandi opere, tuttavia durante il suo governo avvenne la militarizzazione dei ferrovieri facendo assumere al governo parte dell'onere finanziario delle ferrovie, venne richiamata alle armi la classe 1878, venne istituito l'acquedotto pugliese, vennero approvati particolari provvedimenti per la città di Napoli inerenti al risanamento del bilancio comunale ed all'avvio di un programma di industrializzazione, venne proposta una legge sul divorzio che, sebbene già approvata dalla Camera, dovette essere ritirata per la forte opposizione popolare. Inoltre, Zanardelli, nel settembre 1902, compì un viaggio nell'Italia meridionale, attraversò la Basilicata (una delle regioni allora più povere d'Italia) e tenne anche un discorso a Potenza, divenendo così il primo capo del governo dell'Italia unita a recarsi nel Mezzogiorno.
Negli ultimi anni di carriera Zanardelli focalizzò l'attenzione proprio sulla questione del Mezzogiorno ed il suo resoconto di viaggio sarà fondamentale per l'approvazione della legge speciale per la Basilicata (il 23 febbraio 1904), uno dei primi esempi di intervento straordinario dello Stato nel Mezzogiorno.
Si congedò definitivamente dalla scena politica, a causa di una malattia terminale, dando le dimissioni da Presidente del Consiglio il 3 novembre 1903. Morì poco più di un mese dopo, il 26 dicembre 1903, a Toscolano Maderno, a 77 anni, e fu sepolto nel cimitero di Brescia.

## Scritti di Giuseppe Zanardelli
- Sulla Esposizione bresciana. Lettere estratte dal giornale "Il Crepuscolo" del 1857, Milano, Tip. di Antonio Valentini e C., 1857 riproduzione del frontespizio
  - Ristampa: Brescia, Sintesi, 1973.
- Della vita del professore Camillo Guerini: discorso funebre letto dall'avvocato Giuseppe Zanardelli nel cimitero di Brescia il 20 luglio 1862, nell'occasione in cui ivi al Gerini erigevasi un monumento, Brescia, Tip. Nazionale F. Apollonio, 1862.
  - Disponibile in libera consultazione su Google Books.
- Studii sulla sessione parlamentare 1861-1862, Brescia, Tip. Nazionale F. Apollonio, 1863.
  - Disponibile in libera consultazione su Google Books.
- L'Avvocatura. Discorsi, Firenze, Barbèra, 1879.
  - Seconda edizione: Firenze, Barbèra, 1891.
  - Ristampe: nuova rist. sulla 2ª ed. fiorentina con prefazione di U. Da Como, Milano, Società editrice Unitas, 1920; Brescia, Tip. Pavoniana, 1954.
  - Nuova ed.: L'avvocatura: discorsi (con alcuni inediti), introduzione di Giuseppe Frigo: L'eredita giuridica e forense di Giuseppe Zanardelli alle soglie del 21. secolo; prefazione di Remo Danovi, Milano, Giuffre, 2003 ("I discorsi dell'avvocatura" 3).
- Relazione ministeriale sul libro primo del progetto di codice penale presentato alla Camera dei deputati da S. E. il ministro di Grazia e Giustizia e dei Culti Zanardelli nel 22 novembre 1887, Torino, Unione tipografico-editrice, 1888.
- Raccolta riassuntiva dei discorsi tenuti presso l'Amministrazione provinciale di Brescia dal 1862 al 1902, Brescia, Geroldi, 1954 (Pubblicata con la collaborazione dell'Ateneo, dall'amministrazione provinciale di Brescia nel cinquantennio della morte, 1953).

### Manoscritti
- Bergamo, Biblioteca "Angelo Maj", Carteggio Zanardelli.

## Dediche
- A Giuseppe Zanardelli è legata la famosa canzone napoletana Torna a Surriento[20]. Il 15 settembre 1902 Zanardelli, presidente del Consiglio dei ministri in carica, soggiornò a Sorrento. Il commendatore e barone Guglielmo Tramontano, sindaco della cittadina, nonché proprietario dell'hotel presso cui Zanardelli era alloggiato, richiese ai fratelli Giambattista e Ernesto De Curtis di comporre una canzone per celebrare l'illustre ospite, con la speranza di ottenere in cambio alcuni interventi a favore di Sorrento, tra cui l'apertura di un ufficio postale[21]. Ernesto De Curtis recuperò una vecchia melodia che aveva composto qualche anno prima e il fratello scrisse di getto un testo adatto all'occasione, modificando un proprio testo già esistente[22]. Con alcune modifiche alle parole, la canzone venne presentata al festival di Piedigrotta[21] nel 1905: da lì iniziò il grande successo di questo brano, diventato una delle canzoni napoletane più famose nel mondo.
- A Zanardelli, dopo la morte sopraggiunta improvvisamente nel 1903, fu dedicato un monumento a Brescia, inaugurato ufficialmente nel 1909; alla cerimonia d'inaugurazione fu presente, tra gli altri, anche re Vittorio Emanuele III di Savoia.[23]
- A Zanardelli è stata intitolata anche l'Azienda Speciale della Provincia di Brescia, il Centro formativo provinciale "Giuseppe Zanardelli", che si occupa di formazione professionale.
- A Zanardelli è intitolato, dal 2010, anche il Palazzo di Giustizia di Brescia.[24]
- A Zanardelli sono intitolate anche due logge massoniche del Grande Oriente d'Italia a Brescia e Milano.[25]
- Il nome di Giuseppe Zanardelli è portato dall'omonimo piroscafo operante ancora oggi sul Lago di Garda